# James Ivory (regissör)
James Ivory, född 7 juni 1928 i Berkeley, Kalifornien, är en amerikansk filmregissör. 
Tillsammans med filmproducenten Ismail Merchant bildade han duon Merchant Ivory som skapade uppmärksammade filmer på 1980- och 1990-talen, flera av dem baserade på klassiska engelskspråkiga romaner, som exempelvis Européerna och En kvinnas röst (efter Henry James romaner) samt Ett rum med utsikt och Howards End (efter E.M. Forsters romaner). År 1982 regisserade Ivory Ruth Prawer Jhabvalas roman Hetta. Som manusförfattare kom Jhabvala att utgöra den tredje skaparkraften bakom Merchant Ivory Productions filmer.

## Filmografi i urval
- 1963 – Manus styrande lag
- 1964 – The Delhi Way (dokumentär)
- 1965 – Romans i moll
- 1969 – The Guru
- 1970 – Heta känslor i Bombay
- 1972 – Adventures of a Brown Man in Search of Civilization (TV-dokumentär)
- 1972 – Savages
- 1975 – Den vilda festen
- 1975 – En prinsessas självbiografi
- 1977 – Roseland
- 1978 – Mycket väsen för allting (TV-film)
- 1979 – Européerna
- 1980 – Jane Austen in Manhattan
- 1981 – Kvartett
- 1983 – Hetta
- 1983 – Kurtisaner i Bombay (endast som manusförfattare)
- 1984 – En kvinnas röst
- 1985 – Ett rum med utsikt
- 1987 – Maurice
- 1989 – Slaves of New York
- 1990 – Paret Bridge
- 1992 – Howards End
- 1993 – Återstoden av dagen
- 1995 – Jefferson i Paris
- 1995 – Lumière et Compagnie
- 1996 – Min älskade Picasso
- 1998 – A Soldier's Daughter Never Cries
- 2000 – Den gyllene skålen
- 2003 – Skilsmässa på franska
- 2005 – Den ryska grevinnan
- 2009 – The City of Your Final Destination
- 2017 – Call Me by Your Name (endast som manusförfattare)